# Coppa Continentale 2001-2002 (hockey su pista)
La Coppa Continentale 2001-2002 è stata la 21ª edizione (la quarta con la denominazione Coppa Continentale) dell'omonima competizione europea di hockey su pista. Alla manifestazione hanno partecipato gli spagnoli del Barcellona, vincitore della CERH Champions League 2000-2001, e i connazionali del Vic, vincitore della Coppa CERS 2000-2001. 
A conquistare il trofeo è stato il Barcellona al nono successo nella sua storia.

## Squadre partecipanti
| Club       | Qualificazione                        | Partecipazioni precedenti (il grassetto indica la vittoria)                                       |
| ---------- | ------------------------------------- | ------------------------------------------------------------------------------------------------- |
| Barcellona | Detentore della CERH Champions League | 1980-1981, 1981-1982, 1982-1983, 1983-1984, 1984-1985, 1985-1986, 1987-1988, 1997-1998, 2000-2001 |
| Vic        | Detentore della Coppa CERS            | Esordiente                                                                                        |

## Risultati
| Squadra 1 | Totale | Squadra 2  | Andata | Ritorno |
| --------- | ------ | ---------- | ------ | ------- |
| Vic       | 9 - 18 | Barcellona | 6 – 6  | 3 – 12  |

| Vic 21 dicembre 2001 Finale di andata | Vic | 6 – 6 | Barcellona | Pavelló Olímpic de Vic |

| Barcellona 23 dicembre 2001 Finale di ritorno | Barcellona | 12 – 3 | Vic | Palau Blaugrana |